# ۶۱۵ (قمری)
۶۱۵ (قمری)، ششصد و پانزدهمین سال در گاهشماری هجری قمری است. اول محرم این سال برابر با ۳۰ مارس سال ۱۲۱۸ میلادی است.